# Abandoned (Izgubljeni)
"Abandoned" je šesta epizoda druge sezone televizijske serije Izgubljeni i sveukupno 31. epizoda kompletne serije. Režirao ju je Adam Davidson, a napisala Elizabeth Sarnoff. Prvi puta se emitirala 9. studenog 2005. godine na televizijskoj mreži ABC. Glavni lik radnje epizode je Shannon Rutherford (Maggie Grace). 

## Radnja

### Prije otoka
Shannon je učiteljica baleta. Prima telefonski poziv u kojem je obavještavaju da je njezin otac doživio prometnu nesreću te ona odlazi u bolnicu gdje saznaje da je umro. Ime oca je "Adam Rutherfod", a on je sudjelovao u istoj prometnoj nesreći u kojoj je sudjelovala i Jackova buduća supruga Sarah iz epizode "Man of Science, Man of Faith". U jednom kratkom trenutku vidimo Jacka koji žuri na operaciju dok Shannon prolazi hodnikom bonice. Na sprovodu, Shannonin brat po maćehi Boone Carlyle (Ian Somerhalder) dolazi je utješiti. Kasnije ona dobije plesni staž u New Yorku, ali saznaje da ne može otići, jer joj njezina maćeha Sabrina (Lindsay Frost) ne želi dopustiti da koristi očev novac. Ona ju moli, ali ju ova odbija uz argumente da je njezin san o tome da postane plesačica samo još jedan u nizu njezinih hirova te da se Shannon mora pobrinuti sama za sebe. U tom trenutku Boone pokuša pomoći, ali ne uspijeva nagovoriti svoju majku da promijeni mišljenje. Kada ga Shannon pita može li ostati s njim u New Yorku on ju obavještava da upravo napušta grad kako bi prihvatio posao koji mu je ponudila majka. Nudi joj novac, ali ga ona ljutito odbija govoreći mu da ako on ne vjeruje da ona može uspjeti sama, uopće ne želi njegovu pomoć.

### Na otoku
Na drugoj strani otoka, Mr. Eko (Adewale Akinnuoye-Agbaje), Jin Kwon (Daniel Dae Kim) i Michael Dawson (Harold Perrineau) ponovno se sastaju s Anom Lucijom Cortez (Michelle Rodriguez), Jamesom "Sawyerom" Fordom (Josh Holloway), Bernardom Nadlerom (Sam Anderson), Libby Smith (Cynthia Watros) i Cindy Chandler (Kimberley Joseph). Njih osmero upućuju se prema kampu preživjelih iz trupa aviona. Putem Sawyer pada na zemlju zbog infekcije od metka; kada mu Michael pokuša pomoći Sawyer mu govori da ga ostave što bi i on učinio da su im uloge obrnute. Preživjeli naprave nosila te nose Sawyera premda će njihovo putovanje zbog toga biti dodatno usporeno. Nakon bitke da ga prenesu uz malo brdo, shvate da je Cindy netragom nestala. Odmah potom, sedmero preživjelih začuju šapate koji, čini se, dolaze odasvud.
Sayid Jarrah (Naveen Andrews) i Shannon po prvi puta vode ljubav. Shannon je prestravljena kad vidi Walta (Malcolm David Kelley) koji joj stoji ispred njezinog šatora mokrog od glave do pete. Shannon sve to kaže Sayidu, ali joj ovaj ne vjeruje govoreći joj da se vjerojatno radi o noćnoj mori. Shannon je, međutim, uvjerena da joj je sudbina pronađi Walta jer smatra da se on negdje nalazi potpuno sam. Shannon s psom Vincentom odlazi do Michaelovog i Waltovog šatora te mu daje nešto Waltove odjeće kako bi ju pas ponjušio i krenuo u potragu za svojim vlasnikom. Vincent odvede Shannon do Booneovog groba. Sayid ju pronalazi i upita ju što radi. Ona mu odgovara da namjerava pronaći Walta te se ustaje i nastavlja potragu s Vincentom. Sayid ju prati uz proteste. Njih dvoje se posvađaju, a Shannon mu govori da on ne vjeruje u nju te da će ju ostaviti.
Međutim, Sayid joj govori da je voli i da je nikada neće ostaviti. Njih dvoje se zagrle i u tom trenutku čuju šapate; pogledaju uokolo i vide Walta koji im gestikulira da ostanu smireni i tihi. Međutim, uzbuđena Shannon potrči za Waltom i Sayid ju slijedi dok se ne spotakne i padne. Potom Sayid začuje snažan pucanj te vidi Shannon kako tetura prema njemu prije nego što padne na pod, krvareći iz torza. Nakon toga Sayid (i publika) otkriva da ju je slučajno upucala Ana Lucia. 

## Produkcija
Ime glumca Malcolma Davida Kelleyja (Walt) nalazi se tijekom uvodne špice serije skupa s ostalim glavnim ulogama. Ova epizoda označava smrt jednog od glavnih likova serije - Shannon Rutherford. Ona je bila prvi glavni lik koji je umro u ovoj sezoni i sveukupno drugi glavni lik koji je umro u seriji. Unatoč tome, ime glumice Maggie Grace svejedno se pojavljuje na uvodnoj špici u sljedećoj epizodi, a u kasnijim epizodama njezino ime se pojavljuje pod gostujućim glumcima.

## Priznanja
Epizodu Abandoned gledalo je 20 milijuna Amerikanaca. Virginia Rohan iz The Seattle Times napisala je da je "smrt izmučene Shannon, baš u trenutku kad je postala puno simpatičnija i nakon što je pronašla pravu ljubav sa Sayidom, bila još tragičnija nego od smrti njezinog polubrata Boonea u prvoj sezoni. Međutim, puno više ću tugovati ako izgubimo Jacka, Kate, Sawyera, Lockea, Sun ili Jina". Maureen Ryan iz Chicago Tribune napisala je da su obožavatelji vjerojatno izrazito ljudi na lik Ane Lucije zbog toga što je ubila Shannon. Internetska stranica IGN postavila je Shannoninu smrt na peto mjesto najboljih smrti serije Izgubljeni.

## Vanjske poveznice
- "Abandoned" na ABC-u